# Biometrija
Biometrija je proces zbiranja, proučevanja in shranjevanja podatkov o posameznikovih fizičnih lastnostih z namenom identifikacije in avtentikacije. Uporaba biometrije je z razvojem tehnologije v velikem porastu. Uporablja se tako za potrebe državne administracije kot za potrebe zasebnih podjetij. Najbolj popularne oblike biometrije so skeniranje 
- očesne mrežnice
- očesne šarenice
- prstni odtisi
- prstni odtisi DNA
- prepoznava glasu
- prepoznava obrazov na fotografijah in video posnetkih.

Na biometrijo lahko z vidika ogrožanja zasebnosti gledamo kot na sistem za zbiranje elektronskih sledi o posameznikih, saj biometrična tehnologija fizične lastnosti posameznika pretvori v enoličen elektronski zapis.

## Lastnosti in omejitve
- nadomestijo vse tiste navadne metode za prijavo, kot so uporabniška imena in gesla, identifikacijske kartice, itd
- namen verifikacije in identifikacije je del posameznika
- manjši stroški pri uporabi, saj ni potrebna izdelava kartic
- večja varnost
- možnost je tudi uporaba s karticami